# Josette Amiel
Pour les articles homonymes, voir Amiel.
 (décembre 2020).
Si vous disposez d'ouvrages ou d'articles de référence ou si vous connaissez des sites web de qualité traitant du thème abordé ici, merci de compléter l'article en donnant les références utiles à sa vérifiabilité et en les liant à la section « Notes et références ».
Josette Amiel, née le 19 novembre 1930 à Vanves, est une danseuse française devenue danseuse étoile du Ballet de l'Opéra de Paris en 1958.

## Biographie
Fille d'un père violoncelliste et d'une mère pianiste Josette Amiel, dès son plus jeune âge,  étudie le piano, puis le hasard l'amène à découvrir l'acrobatie et de là prendre des cours de danse.
Elle intégra le Conservatoire national supérieur de musique et de danse de Paris dans la classe de Jeanne Schwarz et en sortit en 1947 avec un premier prix à l'unanimité du jury[réf. nécessaire].
En 1948, elle est engagée aux Ballets des Champs-Élysées, puis à l'Opéra-Comique l'année suivante. Engagée au Ballet de l'Opéra de Paris en 1952, elle en devient danseuse étoile en 1958, à la suite de son interprétation dans Chemin de lumières de Serge Lifar.
De 1980 à 1997, elle fut professeur du corps de ballet de l'Opéra national de Paris.
En 1990 et 1992, pour son travail en tant que professeur de danse, elle reçut le prix Diaghilev à Varma qui était attribué pour la première fois. 
Depuis 1986, elle remonte le ballet Études d'Harald Landers pour de nombreuses compagnies : Opéra de Paris, Royal Danish Ballet, English National Ballet, Scala de Milan, Kirov, San Francisco Ballet, Tokyo Ballet, Ballet National de Chine, Opéra d'Helsinki, Amsterdam et Pittsburg. Elle remonte également le Pas de Quatre de Dolin pour l'Opéra de Paris et le Lac des Cygnes version Vladimir Bourmeister pour l'ouverture du nouvel opéra à Helsinki. Josette Amiel fut aussi comédienne notamment dans Mozart à Cannes où elle tenait le rôle de "La Guimard"  et dans l'Aiglon où elle interprétait la danseuse Fanny Essler[réf. nécessaire].
Durant le mandat de Président du Général De Gaulle, elle dansa devant le Président Kennedy, le Roi des belges, Roi du Danemark, le Président Adenauer, le Roi du Maroc, Le shah d'Iran et la Reine Elizabeth. Josette Amiel dansa également en tant que guest et fut parfois accompagnée de son partenaire Flemming Flindt sur les plus grandes scènes du monde : Copenhague, Rome, Munich, Berlin, Amsterdam, Londres,  Vienne, au Japon, au Kirov et au Bolchoï et pendant trois saisons avec le Chicago Opera Ballet où elle eut comme partenaire Erik Bruhn et john Gilpin.
Elle a notamment travaillé avec Léonide Massine, Serge Lifar, Harald Lander, Anton Dolin, Joseph Lazzini et George Balanchine dont elle fut l'une des interprètes privilégiées.
Elle est faite chevalier de la Légion d'honneur en 1975, puis commandeur de l'ordre du mérite, ensuite élevée au grade de commandeur de la légion d'honneur en 2012, et de grand officier de l'ordre du mérite en 2018.

## Créations, interprétations
Pas de Quatre, La Sylphide, les Mirages (rôle de l'Ombre), les Sylphides, Daphnis et Chloé, Giselle, la Fille mal gardée, Pétrouchka, Coppélia, Casse-Noisette, La Belle au Bois Dormant, l'Oiseau de Feu, Études, Petrouchka,etc. Elle participe également à la création de nombreuses œuvres : Chemin de Lumières (Lifar), Pas de Quatre (A.Dolin),Printemps à Vienne. Josette Amiel interpréta sous la direction de George Balanchine : Les 4 tempéraments (rôle de Sanguine), Sérénade, Scotch Symphonie, la Symphonie de Gounod, Sérénade, Symphonie en C (deuxième mouvement). Elle fut choisie par Vladimir Bourmeister pour interpréter le rôle titre du Lac des Cygnes, œuvre qui entrait pour la première fois au répertoire de l'Opéra. La première eut lieu le 21 décembre 1960. 
Elle se produisit dans le monde entier avec le Danois Flemming Flindt avec qui elle créa le Jeune homme à marier , et pour la télévision danoise et l'Opéra Comique le ballet La leçon ; ils obtinrent pour cette création le prix Italia en 1963 pour la télévision danoise. La troupe de l'Opéra Comique s'étant reformée, les Étoiles de L'Opéra prêtèrent leur concours à quelques représentations, elle dansa ainsi Casse Noisette (Rayne), Annabel Lee (Skibine),l e Pas de deux de Don Quichotte et elle crée sur cette scène La Fête Arlésienne (Chazot) ; le pas de deux La Fête des fleurs à Genzano (Bournonville) ; le Boléro de Ravel  et  La leçon (Flindt) en 1964.

## Distinctions
- Commandeure de la Légion d'honneur (2012)
- Grande officière de l'ordre national du Mérite (2018)

## Filmographie
- 1982 : Elle est la chorégraphe d'Alexandra Gonin  dans le film La Boum 2.